# Kolli
Kolli – wieś położona w estońskiej gminie Otepää.
Według spisu ludności z 2021 roku wieś Kolli miała 41 mieszkańców.

## Geografia

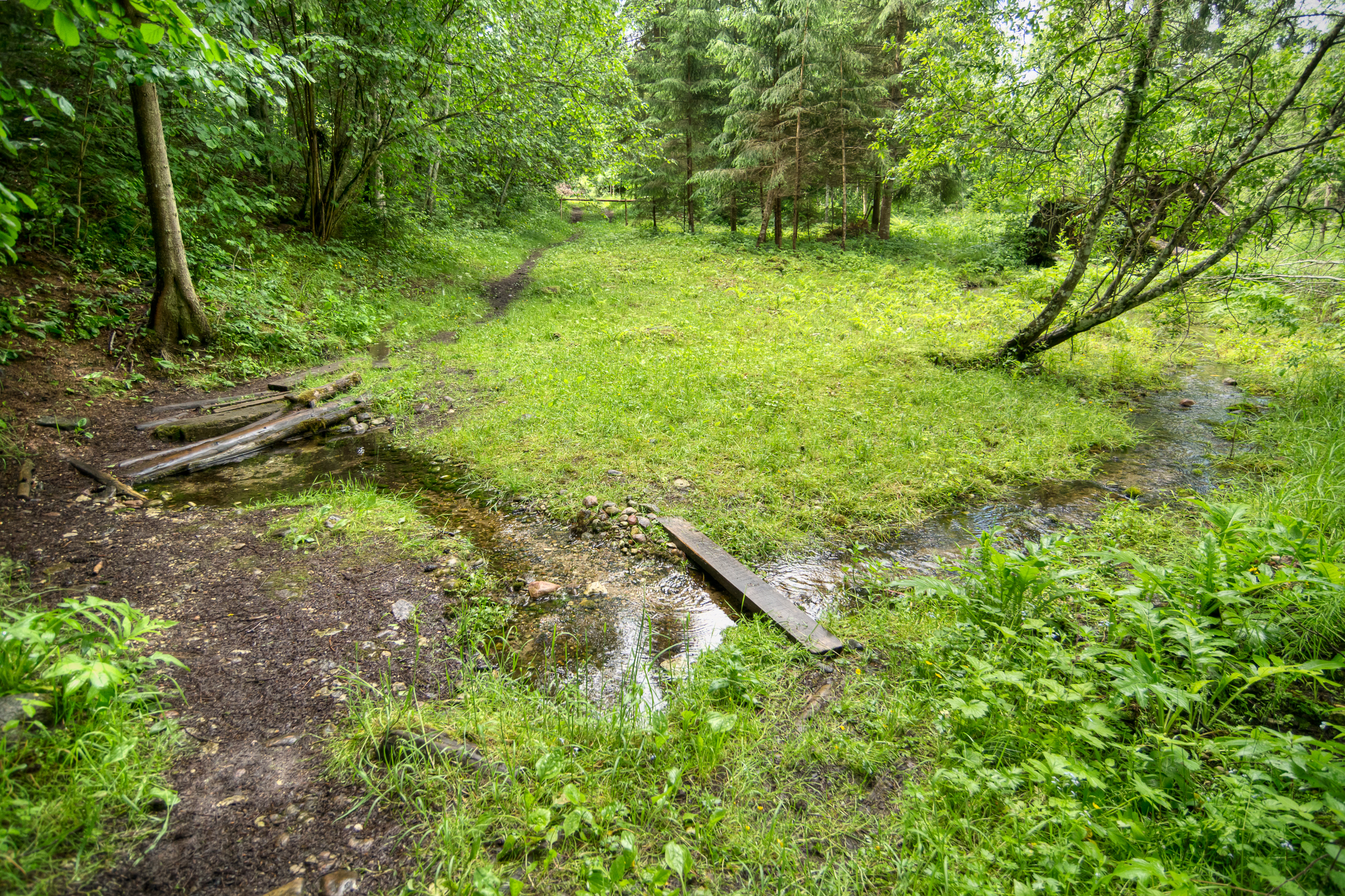
Źródło rzeki Nuudaläte

We wsi znajduje się źródło rzeki Nuudaläte.